# Jidu Auto
Jidu Auto — совместное предприятие между Geely и Baidu. Основано в марте 2021 года.

## История
Компания Jidu Auto была основана в марте 2021 года. Первоначально инвестиции компании составляли 300 миллионов долларов, в январе 2022 года инвестиции увеличились до 400 миллионов долларов.
7 декабря 2022 года компания Jidu Auto сменила своё юридическое название на Shanghai Mihang Automobile Co., Ltd.
15 февраля 2023 года компания Jidu Auto объявила, что будет устанавливать систему искусственного интеллекта Ernie Bot на все свои серийные автомобили.

## Ji Yue
Бренд Ji Yue (极越) был основан в августе 2023 года. Он принадлежит компаниям Geely на 65% и Baidu на 35%. Таким образом, Ji Yue является дочерней компанией Geely Group. Из-за политики китайского правительства Ji Yue не может получить лицензию на производство автомобилей. Целью создания Ji Yue является решение проблемы ограничения лицензии производителей автомобилей. Jidu Auto является компанией по разработке технологических решений для разработки технологий вождения с использованием искусственного интеллекта.

## Продукция
Автомобили Jidu Auto выпускаются в Ханчжоувани и Нинбо, где расположены штаб-квартира и заводы Geely.
- Ji Yue 01 — среднеразмерный электромобиль-кроссовер.
- Ji Yue 07 — среднеразмерный электромобиль-седан.

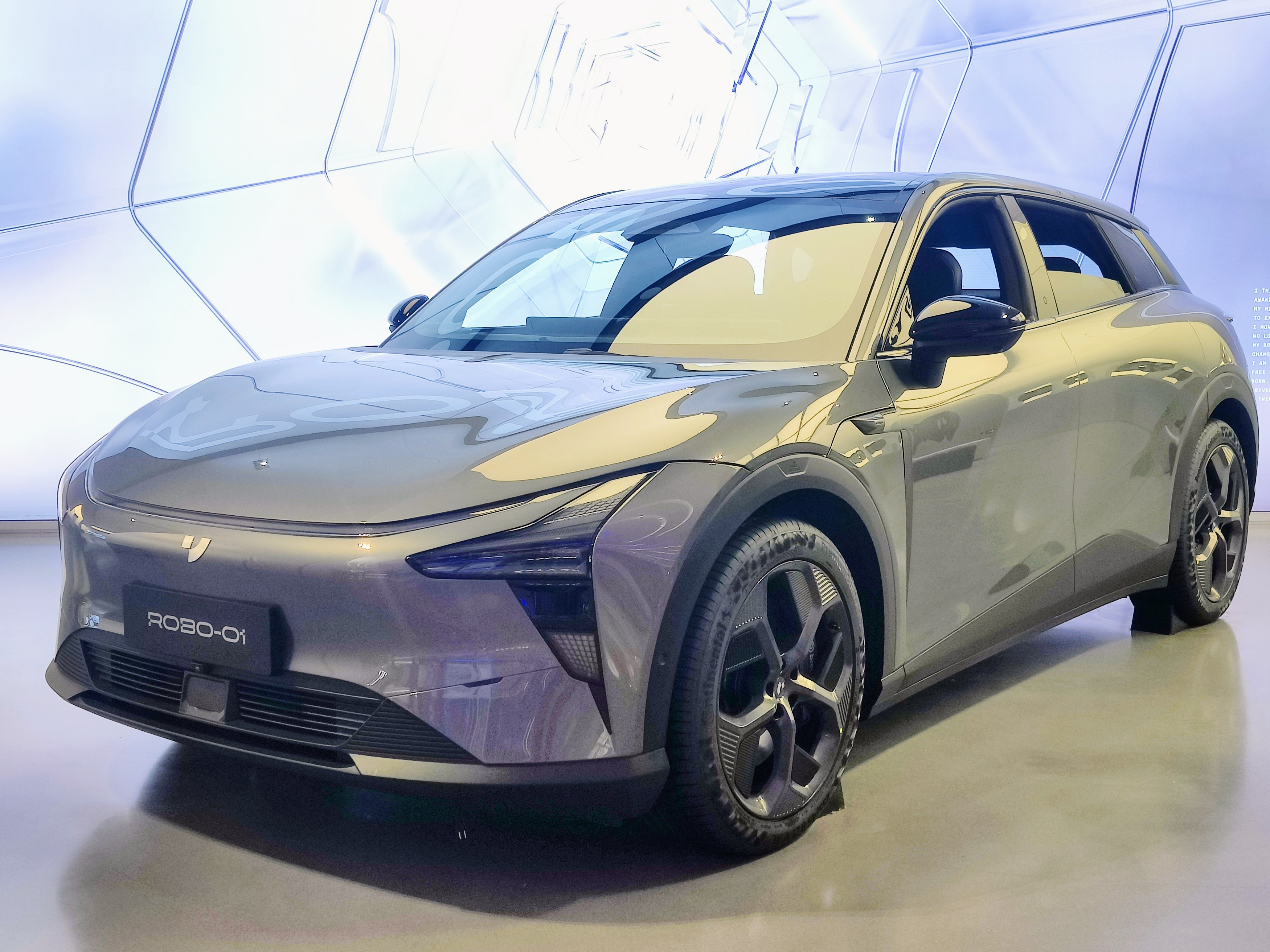
Jidu ROBO-01
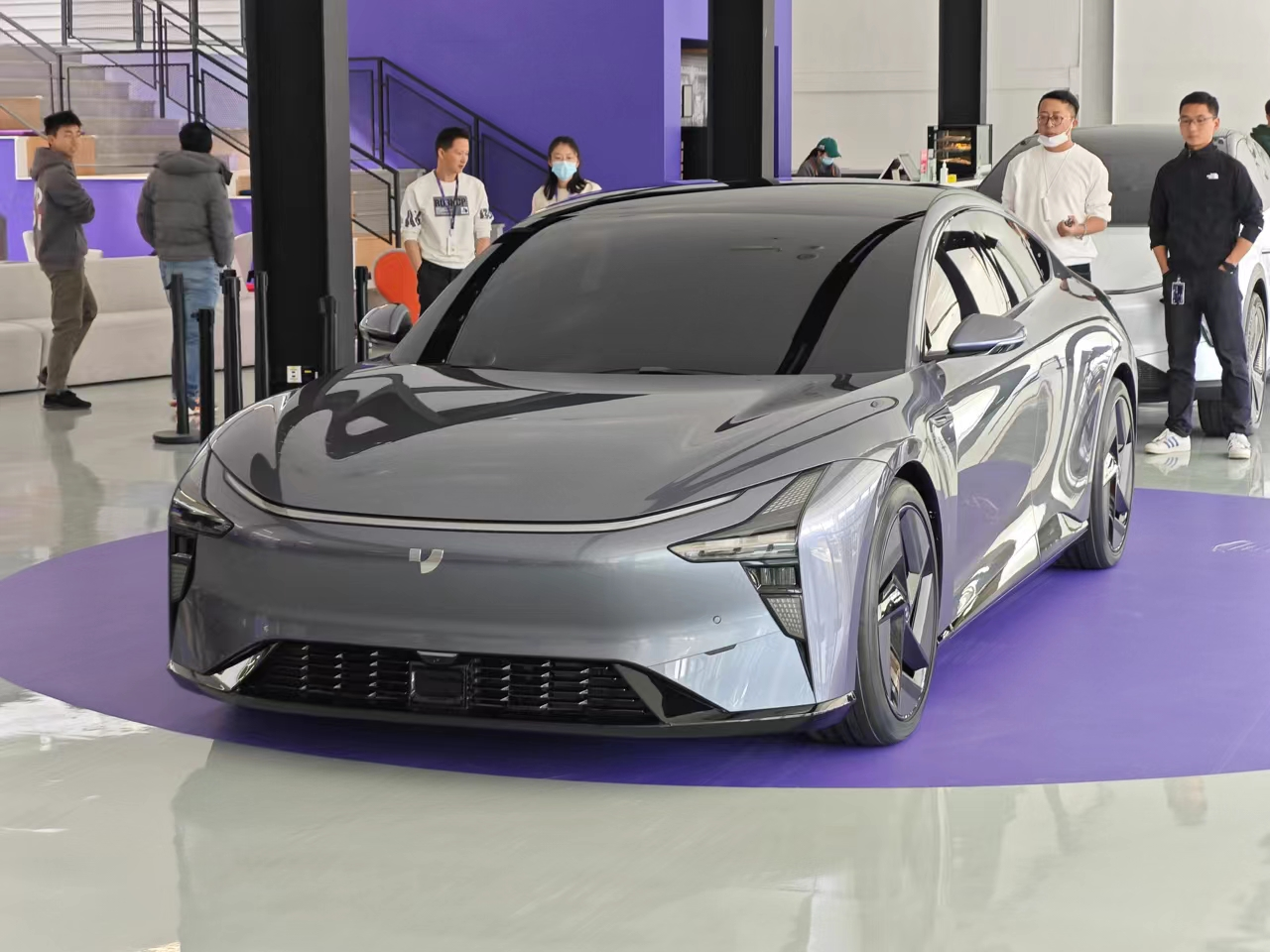
Jidu ROBO-02

## Концепт-кары
- Jidu Robo-01 Concept (2022)
- Jidu Robo-02 Concept (2022)